# Jerry Garcia
Pour les articles homonymes, voir García.
Jerry Garcia, né le 1er août 1942 à San Francisco et mort le 9 août 1995 à Forest Knolls (Californie), est un musicien américain, compositeur, chanteur et multi-instrumentiste. Il est pendant 30 ans, jusqu'à son décès à 53 ans,  le guitariste du groupe américain Grateful Dead, mais il s'illustre également dans des styles très différents à travers l'ensemble de sa carrière : rock, folk, bluegrass, etc. Sa grande capacité d'improvisation et son étonnante maîtrise de l'instrument font de lui un guitariste reconnu.

## Biographie
Jerry Garcia est né à San Francisco en Californie de José Ramón « Joe » García et Ruth Marie « Bobbie » Clifford,. Il est d'ascendance galicienne, irlandaise et suédoise. Son père, immigré espagnol, est musicien de jazz pour une salle de danse et sa mère, une infirmière irlando-suédoise, joue du piano.
À quatre ans,, alors qu'il coupe du bois avec son grand frère Tiff, celui-ci lui tranche accidentellement les deux dernières phalanges du majeur de la main droite avec une hache,,, sa mère met un bandage autour de sa main et son père le conduit à un hôpital à 50 km ; plusieurs semaines plus tard quand le pansement tombe, Jerry est surpris de voir qu'il lui manque un morceau de doigt. Dans son enfance, il saura se servir de ce doigt sectionné à son avantage.
Un an plus tard, en 1947, alors qu’il campe et pêche avec son père, Jerry assiste à la noyade de celui-ci.
À 15 ans, Jerry Garcia apprend la guitare, principalement folk et rock and roll. En 1959, à 17 ans, il passe quelques mois dans l'armée. Il s'installe ensuite à Palo Alto, il s'y lie d'amitié avec Robert Hunter, qui va devenir son parolier. Garcia achète un banjo en 1962, et commence à jouer dans des groupes locaux de bluegrass.
Il joue dans le groupe Mother McCree's Uptown Jug Champions. Le groupe évolue vers un son « électrique » et prend le nom de The Warlocks, à la fin de 1964. Le groupe comprend au début Ron "Pigpen" McKernan, Bob Weir et Bill Kreutzmann. En juillet 1965, Phil Lesh rejoint le groupe. Le groupe change alors de nom car il existait déjà un groupe qui s'appelait « The Warlocks »,. Il prend alors le nom de Grateful Dead (venant du texte égyptien : « in the light of the dark, the ship of the sun is guided by the grateful dead »).
Garcia est essentiellement connu pour être le leader du Grateful Dead mais il joue aussi dans de nombreuses autres formations. Il joue de la country avec New Riders of The Purple Sage en 69/70. Il réalise un disque Hooteroll ? avec Howard Wales (claviers), Curly Cook (guitare), Bill Vitt (en) (batterie), Michael Marinelli (batterie), Ken Balzall (trompette) et Martin Fierro (sax/flûte) en 1971. Il joue aussi du bluegrass avec le groupe Old and in the Way en 1973. Il joue du jazz avec Merl Saunders dans les années 1972/73 et dans Legion of Mary et Reconstruction dans les années 1974/75 où il joue avec le pianiste des Rolling Stones Nicky Hopkins. Dans les années 1990, il enregistre, avec David Grisman, du folk plus traditionnel. Entre 1976 et 1985, il se produit avec le bassiste John Kahn dans une série de concerts acoustiques dont le sommet est le concert dans la prison de l'état d'Oregon du 5 mai 1982. Il participe aussi à des enregistrements avec Jefferson Starship et Crosby, Stills, Nash and Young.
En 1986, victime de ses abus d'alcool et d'héroïne, il tombe dans un coma diabétique dont il sort, au bout de cinq jours,, incapable de jouer de la guitare. Il va tout réapprendre grâce à l'amitié de Merl Saunders. Dès 1987, il reprend ses tournées à travers les États-Unis avec le Grateful Dead dans des stades devant plusieurs dizaines de milliers de personnes, et assure aussi les concerts de son groupe, le Jerry García Band avec son ami de toujours John Kahn, dans de petites salles et des clubs avec le même lyrisme et la même créativité.
En 1987, il crée le Jerry Garcia Acoustic Band avec Sandy Rothman (en). Ils enregistrent l'album Almost Acoustic la même année.
En 1991, il participe à l'enregistrement de Superstitious Blues de Country Joe McDonald.
Jerry Garcia est inscrit au Rock and Roll Hall of Fame, en 1994, avec d'autres membres du Grateful Dead : Tom Constanten, Donna Godchaux, Keith Godchaux, Mickey Hart, Robert Hunter, Bill Kreutzmann, Phil Lesh, Ron "Pigpen" McKernan, Brent Mydland, Bob Weir, Vince Welnick.
Le 9 août 1995, alors qu'il séjourne dans un centre de désintoxication à Forest Knolls en Californie, il meurt d'un arrêt cardiaque, à 4 h 23 du matin, à 53 ans,,.
L’enterrement a lieu le 12 août, et le lendemain, un dernier hommage lui est rendu au parc du Golden Gate à San Francisco, les vingt mille personnes présentes déposent fleurs et cadeaux à sa mémoire.
Le 4 avril 1996, sa femme Deborah Koons et Bob Weir dispersent la moitié de ses cendres dans le fleuve Gange en Inde, puis, selon les désirs de Jerry Garcia, l’autre moitié dans la baie de San Francisco.
Chaque année depuis 2002, le premier dimanche du mois d’août, lors du Jerry Day, près de mille fans se rassemblent à l'Amphitheater-McLaren Park, à San Francisco en son honneur.
En 2003, le magazine Rolling Stone classe Jerry Garcia à la 13e place du classement des 100 plus grands guitaristes de tous les temps.

## Discographie
- Jerry Garcia
  - Garcia - 1972
  - Garcia (Compliments) - 1974
  - Reflections - 1976
  - Run for the Roses - 1982
- Jerry Garcia Band
  - Cats Under the Stars - 1978
  - Jerry Garcia Band - 1991
  - How Sweet It Is - 1997
  - Don't Let Go - 2001
  - Shining Star - 2001
  - After Midnight: Kean College, 2/28/80 - 2004
- Jerry Garcia Acoustic Band
  - Almost Acoustic - 1988
- Legion of Mary
  - The Jerry Garcia Collection, Vol 1: Legion of Mary - 2005
- New Riders of the Purple Sage
  - New Riders of the Purple Sage – 1971
  - Vintage NRPS – 1986
- Old and in the Way
  - Old and in the Way - 1975
  - That High Lonesome Sound – 1996
  - Breakdown – 1997
- Jerry Garcia and David Grisman
  - Garcia/Grisman - 1991
  - Not for Kids Only – 1993
  - Shady Grove - 1996
  - So What - 1998
  - The Pizza Tapes (avec Tony Rice) – 2000
  - Grateful Dawg - 2001
  - Been All Around This World - 2004
- Compilations
  - Garcia Plays Dylan - 2005
  - The Very Best of Jerry Garcia - 2006

## Divers
En 1996, le groupe de rock psychédélique britannique Kula Shaker lui rend hommage dans la chanson Grateful When You're Dead / Jerry Was There.
En 2005, le rappeur Proof s'inspire de la vie de Jerry Garcia dans son premier album solo, Searching for Jerry Garcia.
Dans le livre de Cheryl Strayed, Wild (2012), l'auteur, qui parcourt le Pacific Crest Trail (PCT), arrive à Ashland (Oregon) quelques jours après l'annonce du décès de Jerry Garcia. En hommage au musicien disparu, une soirée y est organisée par ses fans : "Une heure plus tard, alors que je me levais pour partir, la chanson Box of Rain a débuté. Comme c'était une de mes préférées et que j'étais un peu éméchée, je me suis instinctivement précipitée sur la piste de dance."
Dans le film Wild (2014) de Jean-Marc Vallée, les protagonistes assistent à Ashland (Oregon) à un concert en hommage à Jerry Garcia.